# Palmaiola
Palmaiola est un îlot de l'archipel toscan en mer de Ligurie situé dans le canal de Piombino, entre l'extrémité nord-est de l'île d'Elbe et la côte italienne, au sud-ouest de la ville de Piombino. 

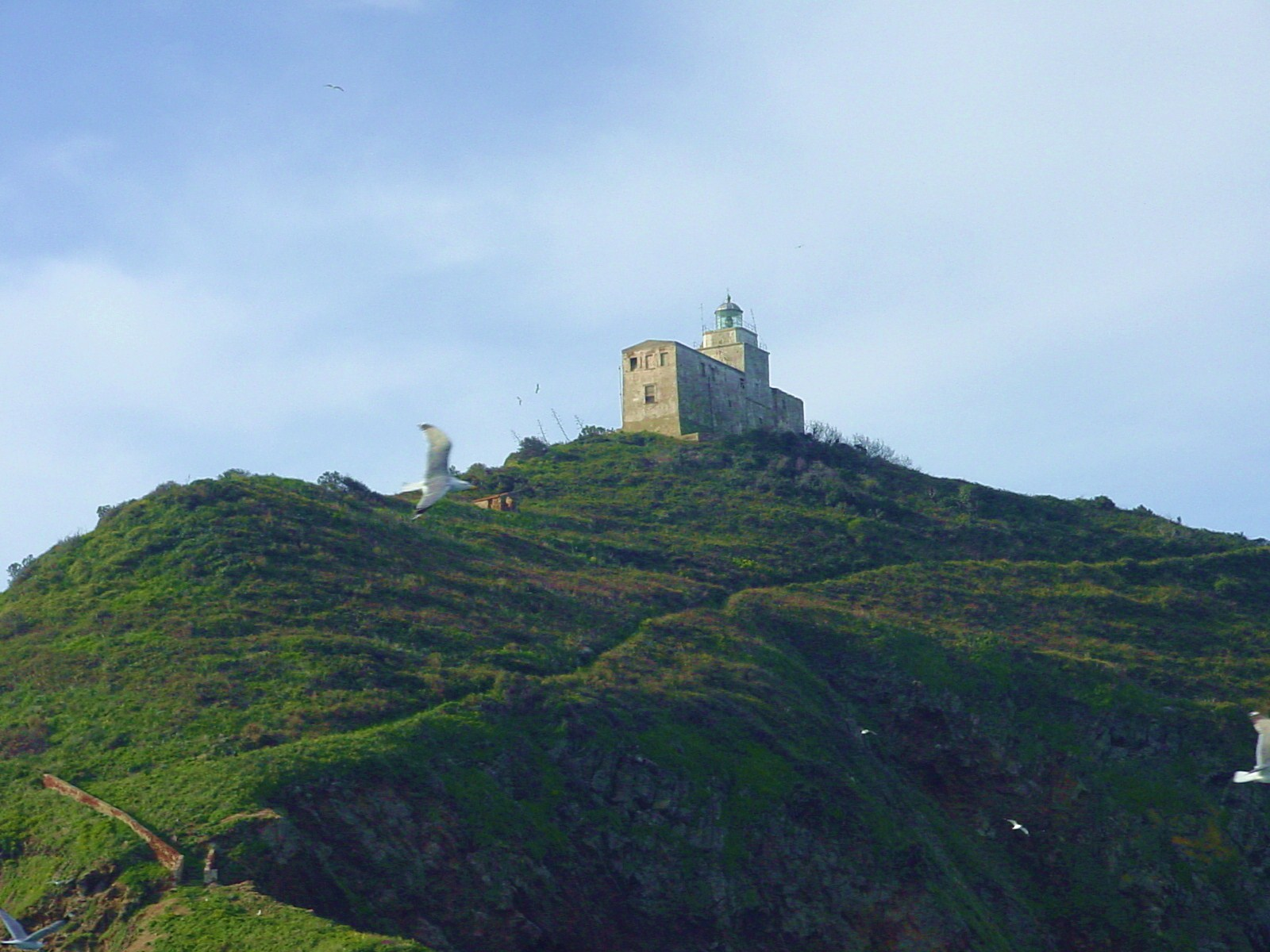
Sentier et phare.

Son nom vient des palmiers nains présents en abondance par le passé.

## Description
L'îlot de Palmaiola ne fait que 0,08 km2 de superficie pour une hauteur de 85 mètres. Il se situe à une distance de 7 km de la pointe de Piombino et 3 km de l'Elbe. Il est inhabité et un phare se trouve à son sommet.
L'îlot est administrativement rattaché à la commune de Rio Marina de l'île d'Elbe.
L'îlot a la forme d'un cône ; un phare de la Marine est situé à son sommet ainsi qu'un héliport. Le phare, datant de 1844, est une tour carrée s'élevant au-dessus d'un bâtiment de plan rectangulaire disposé sur deux niveaux et comprenant les logements des gardiens. Le phare a été automatisé en 1989 grâce à une installation de panneaux solaires.
D'un point de vue naturaliste, l'îlot de Palmaiola représente un lieu sûr pour la nidification de plusieurs espèces comme le puffin de Scopoli et le goéland d'Audouin.

Palmaiola, de même que l'île de Cerboli, a été classé parmi les sites d'intérêt Communautaire de la Toscane du fait du contexte marin et environnemental où il se trouve.